# Joseph Anderson (General)

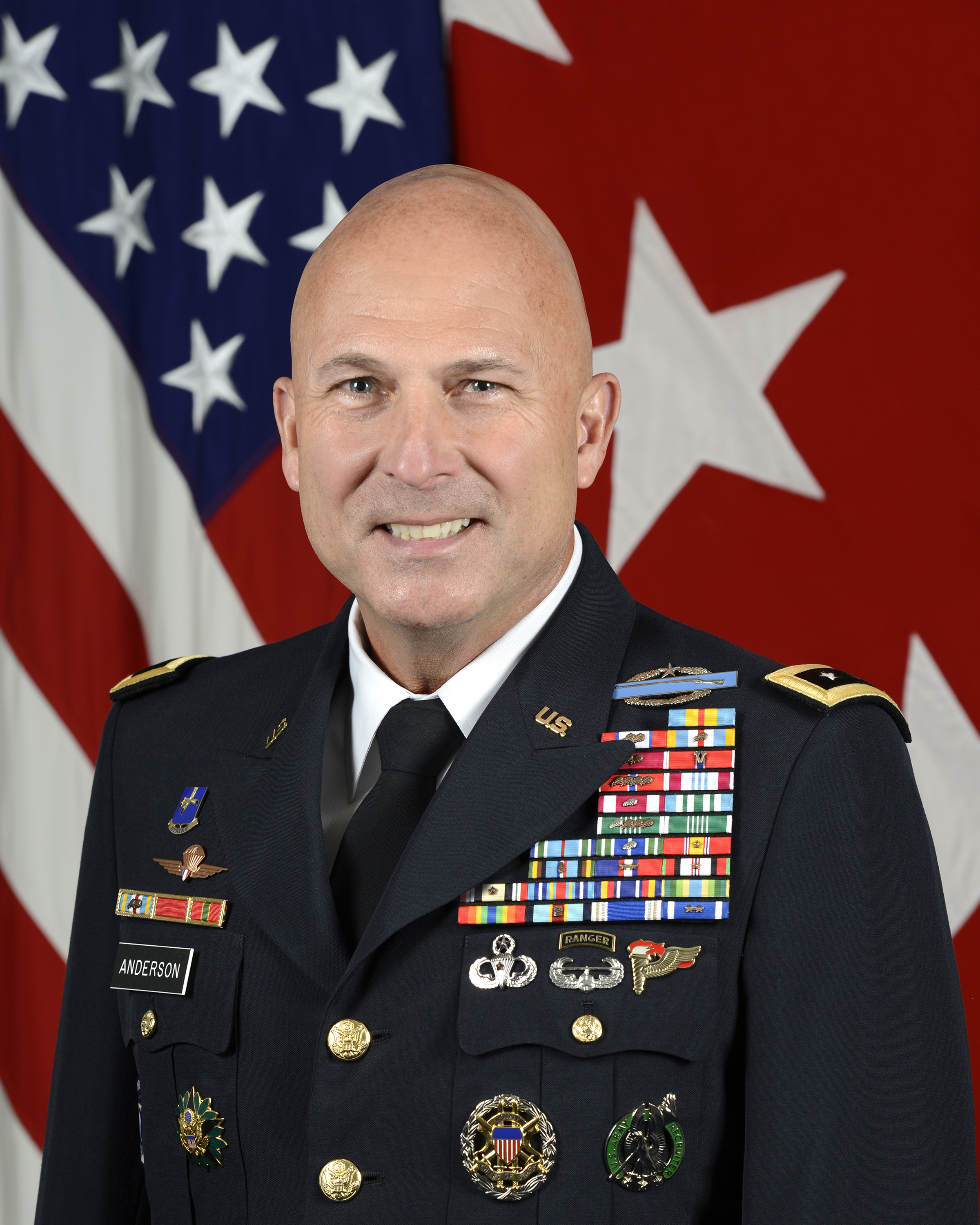
Joseph Anderson (2018)

Joseph Anderson (* 14. September 1959 in New York City) ist ein pensionierter Generalleutnant der United States Army. Er war unter anderem Kommandeur der 4. Infanteriedivision und des XVIII. Luftlandekorps.
In den Jahren 1977 bis 1981 durchlief Joseph Anderson die United States Military Academy in West Point. Nach seiner Graduation wurde er als Leutnant der Infanterie zugeteilt. In der Armee durchlief er anschließend alle Offiziersränge vom Leutnant bis zum Drei-Sterne-General.
Im Lauf seiner militärischen Karriere absolvierte Anderson verschiedene Kurse und Schulungen. Dazu gehörten unter anderem der Infantry Officer Basic Course, der Infantry Officer Advanced Course, die Combined Arms Staff Service School, das Command and General Staff College und das United States Naval War College.
Im Verlauf seiner militärischen Karriere absolvierte er den für Offiziere in den jeweiligen Rangstufen üblichen Dienst in unterschiedlichen Einheiten und Standorten. Dazu gehörten auch Aufgaben als Stabsoffizier in verschiedenen Hauptquartieren. Er kommandierte Einheiten auf fast allen Ebenen bis hin zum Korpskommandeur. Zwischenzeitlich war er auch Dozent beim Joint Military Operations Department des College of Naval Warfare.
Joseph Anderson nahm unter anderem in verschiedenen Funktionen an der US-Invasion in Panama, an der Task Force Hawk in Albanien, der Task Force Falcon im Kosovo, am Irakkrieg und am Krieg in Afghanistan teil. Er gehörte dem Generalstab der United States Army Pacific auf Hawaii an, war Stabschef der 101. Luftlandedivision und des III Korps sowie der multinationalen Division im Irak. Außerdem gehörte er für einige Zeit dem Generalstab des Heeresministeriums an.
Anderson kommandierte als höherer Offizier zunächst eine Brigade der 101. Luftlandedivision. Am 16. November 2011 übernahm er als Nachfolger von David G. Perkins das Kommando über die 4. Infanteriedivision in Fort Carson. Er behielt dieses Kommando bis zum 14. März 2013 als Paul J. LaCamera seine Nachfolge antrat. Anschließend erhielt Anderson das Kommando über das XVIII. Luftlandekorps, das er von 2013 bis 2015 ausübte. Dieses Korps war in Afghanistan eingesetzt.
Nachdem er sein Kommando an Stephen J. Townsend abgegeben hatte, übernahm er wieder Generalstabsaufgaben im Pentagon. Dort leitete er die kombinierte Stabsabteilung G-3/5/7 im Heeresministerium.
Nach seiner Pensionierung begann er als Berater für die Firma Beacon Global Strategies zu arbeiten. Außerdem gehört er dem Vorstand der Veteranen-Organisation Tragedy Assistance Program for Survivors (TAPS) an.

## Orden und Auszeichnungen
Joseph Anderson erhielt im Lauf seiner militärischen Laufbahn unter anderem folgende Auszeichnungen:
- Defense Distinguished Service Medal
- Army Distinguished Service Medal
- Defense Superior Service Medal
- Legion of Merit
- Bronze Star Medal
- Defense Meritorious Service Medal
- Meritorious Service Medal
- Joint Service Commendation Medal
- Army Commendation Medal
- Joint Service Achievement Medal
- Army Achievement Medal
- Joint Meritorious Unit Award
- Meritorious Unit Commendation
- Superior Unit Award
- National Defense Service Medal
- Armed Forces Expeditionary Medal
- Kosovo Campaign Medal
- Afghanistan Campaign Medal
- Iraq Campaign Medal
- Global War on Terrorism Expeditionary Medal
- Global War on Terrorism Service Medal
- Armed Forces Service Medal
- NATO Meritorious Service Medal
- NATO-Medaille
- Ehrenzeichen der Bundeswehr